# Hofgeismarer Stadtwald
Der Hofgeismarer Stadtwald ist ein Forst und ein maximal 392 m ü. NHN hoher Höhenzug des Niedersächsischen Berglandes. Er liegt im hessischen Landkreis Kassel besonders im Stadtgebiet von Hofgeismar und mit Ausläufern in den Stadtgebieten von Liebenau und Trendelburg.

## Geographie

### Lage
Der bergige und bewaldete Hofgeismarer Stadtwald liegt zwischen Eberschütz (zu Trendelburg) im Norden, Hümme (zu Hofgeismar) im Nordosten, der Hofgeismarer Kernstadt im Südosten, Friedrichsdorf (zu Hofgeismar) im Südsüdwesten, Ostheim (zu Liebenau) im Südwesten und Lamerden (zu Liebenau) im Nordwesten.
Westlich und nordwestlich fließt die Diemel am Höhenzug vorbei, östlich die Esse; etwas östlich erhebt sich jenseits des Essetals der Schöneberg (323,2 m) mit der Burgruine Schöneberg. In seinen Nordostausläufern liegt der steil ansteigende Bergrücken der Eberschützer Klippen mit Ringwallresten. Nordöstlich um den Höhenzug herum führt die Bahnstrecke Kassel–Warburg.

### Naturräumliche Zuordnung
Der Hofgeismarer Stadtwald gehört in der naturräumlichen Haupteinheitengruppe Niedersächsisches Bergland (Nr. D36), in der Haupteinheit Oberes Weserbergland (36), in der Untereinheit Oberwälder Land mit Nethegau (361) und in dessen Teil Brakeler Kalkgebiet (361.0) zum Naturraum Beverplatten (Liebenauer Bergland; 361.02). Die Landschaft fällt nach Westen in die Untereinheit Hofgeismarer Rötsenke (343.4) ab, die in der Haupteinheitengruppe Westhessisches Bergland (34) zur Haupteinheit Westhessische Senke (343) zählt.

### Erhebungen
Zu den Erhebungen des Hofgeismarer Stadtwaldes gehören – sortiert nach Höhe in Meter (m) über Normalhöhennull (NHN):
- Heuberg (392,0 m), im Zentrum (mit Sende-/Fernsehturm)
- Westberg (ca. 340 m), etwas ostsüdöstlich des Heubergs
- Arensberg (ca. 335 m), Südwestausläufer des Heubergs
- Olmesberg (ca. 334 m), Nordostausläufer des Heubergs

## Schutzgebiete
Im Nordosten des Hofgeismarer Stadtwaldes befindet sich das Naturschutzgebiet Dingel und Eberschützer Klippen (CDDA-Nr. 162757; 1987 ausgewiesen; 1,15 km² groß) mit dem gleichnamigen Landschaftsschutzgebiet (CDDA-Nr. 378430; 1987; 33 ha) und Fauna-Flora-Habitat-Gebiet (FFH-Nr. 4422-302; 118 ha). Im Nordwesten liegt das NSG Kalkmagerrasen und Diemelaltwasser bei Lamerden (CDDA-Nr. 163989; 1989; 18 ha) mit dem gleichnamigen LSG (CDDA-Nr. 378495; 1986; 16 ha) und FFH-Gebiet (FFH-Nr. 4422-303; 17 ha). Im Südwesten befindet sich das NSG Ostheimer Hute (CDDA-Nr. 164964; 1988; 15 ha) mit dem gleichnamigen LSG (CDDA-Nr. 378657; 1988; 22 ha) und FFH-Gebiet (FFH-Nr. 4421-301; 16 ha).

## Verkehr und Wandern
Ein paar Kilometer östlich und südöstlich des Hofgeismarer Stadtwaldes führt unter anderem durch Hofgeismar die Bundesstraße 83, von der Landesstraßen abzweigen, auf denen man den Höhenzug komplett umfahren kann. Auf an diesen Straßen beginnenden oder sie kreuzenden Wander- und Waldwegen kann man die Waldlandschaft erwandern. Rund um den Westberg liegen drei Wanderparkplätze.